# Mary Ann McCracken

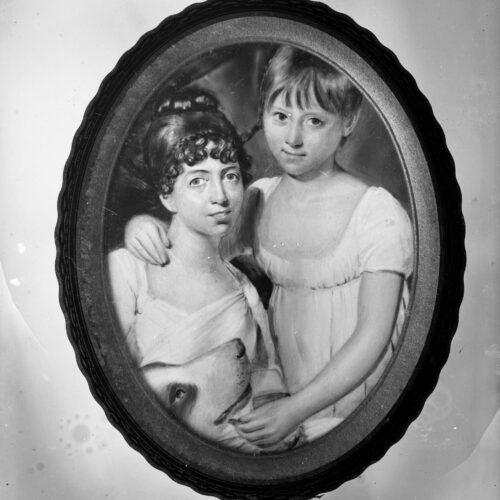
Bildnis von Mary Ann McCracken mit Maria, der Tochter ihres Bruders Henry Joy McCracken

Mary Ann McCracken (* 8. Juli 1770 in Belfast; † 26. Juli 1866 ebenda) war eine irische Unternehmerin und soziale Aktivistin in Belfast, deren umfangreiche Korrespondenz als wichtiges Zeitzeugnis gilt. Sie stammte aus einer prominenten liberalen presbyterianischen Familie und verband ihr Unternehmertum in der wachsenden Textilindustrie von Belfast mit der Unterstützung des demokratischen Programms der United Irishmen, dem Einsatz für Frauen, der Organisation von Hilfs- und Bildungsmaßnahmen für die Armen und – in einer Stadt, die stark am transatlantischen Handel beteiligt war – einem lebenslangen Engagement für die Abschaffung der Sklaverei.

## Leben
McCracken wurde als Tochter von John McCracken, einem Presbyterianer schottischer Abstammung, Kapitän, Reeder und Partner beim Bau der ersten Baumwollspinnerei der Stadt im Jahr 1784, und Ann Joy McCracken geboren. Die Mutter stammte aus einer französischen Hugenottenfamilie, die ihr Geld im Leinenhandel verdiente und den Belfast News Letter gründete. Ungewöhnlich für die Zeit hatte sie vor ihrer Heirat einen eigenen Hutmacherladen geführt und leitete später ein kleines Unternehmen zur Herstellung von Musselin. Seit der Veröffentlichung von Common Sense (1776) war Ann Joy eine glühende Verehrerin von Thomas Paine und blieb es auch, bis er 1796 mit Age of Reason seine Schmähungen von der Aristokratie auf die Religion richtete.S. 115 Mary Ann McCracken bezeichnete die Schrift als „infidel publication“ und „pity“.S. 115, 578–579
Zusammen mit Kindern anderer aufgeklärter presbyterianischer Familien besuchten Mary Ann und ihr älterer Bruder Henry Joy David Mansons progressive play school. In Klassenzimmern, aus denen Manson „drudgery and the fear of the rod“ verbannen wollte, wurden Mädchen und Jungen gleichermaßen gebildet. McCracken entwickelte eine Liebe zur Mathematik und zur Literatur. Wahrscheinlich aufgrund dieser Erfahrungen versuchten die Geschwister 1788, eine Lese- und Schreibklasse für die Armen am Sonntagmorgen einzurichten, was aber daran scheiterte, dass die Schule nicht auf Kirchenbesuch und Katechismus am Sonntag bestand und deshalb von William Bristow, dem anglikanischen Rektor der Stadt, untersagt wurde.
Die McCrackens waren ein politischer Haushalt in einer Stadt, die durch die Amerikanische Revolution und die Aufstände der Pächter im Umland aufgewühlt war. Der Pfarrer der Familie an der Third Presbyterian Church in der Rosemary Street, Sinclair Kelburn, war ein Befürworter der Protestant Ascendancy und hegte starke demokratischen und republikanischen Sympathien.S. 6
McCrackens Nichte Anna McCleery berichtet, dass die Tante „[...] from her early years [was] intensely interested in politics, and various political incidents, in which some of her relatives were concerned, became indelibly imprinted on her memory“.

### Unternehmerin und Arbeitgeberin
In den 1790er Jahren gründeten McCracken und ihre Schwester Margaret nach dem Vorbild ihrer Mutter ein kleines Unternehmen, das Pionierarbeit bei der Herstellung von gemustertem und kariertem Musselin leistete. Zunächst handelte es sich um einen kleinen Betrieb, in dem sie Arbeiterinnen in ihren eigenen Häusern beschäftigten. 1809, nachdem sie eine Reihe junger Frauen für die Arbeit am Tambourrahmen gewonnen und ausgebildet hatten, gingen sie zur Manufakturproduktion über.
Im Jahr 1815, als die Nachfrage in der Nachkriegszeit einbrach, musste das Unternehmen schließen. Doch schon bei früheren Konjunkturabschwüngen hatten sich die Schwestern als Arbeitgeberinnen hervorgetan, indem sie sich weigerten, die Kosten auf dem Rücken ihrer Angestellten, darunter junge Stickerinnen und Lehrlinge, zu senken.S. 246 McCracken „could not think of dismissing our workers, because nobody would give them employment“. „[The] sphere of woman's industry is so confined, and so few roads open to her, and those so thorny.“
In der Textilindustrie wurde McCracken Zeugin der Entwicklung, die Belfast und sein Hinterland vom Rest Irlands zu isolieren begann: die beschleunigte Anwendung von Maschinen, die Arbeitsplätze schufen und gleichzeitig die Arbeitskosten niedrig hielten.
McCracken war fasziniert von den Möglichkeiten des mechanischen Ersatzes von Arbeit. Sie machte sich Gedanken über Maschinen, die Pferde und Diener ersetzen könnten und beim Besuch eines regte sie an, ob die Wäscherinnen durch „irgendwelche neu konstruierten Waschmaschinen oder solche zum Auswringen“ entlastet werden könnten. McCracken hoffte auf eine Zukunft, in der die Mechanisierung den Arbeitern durch die Verringerung der Schufterei und die Steigerung der Produktion die Energie und die Zeit für mehr Bildung und Freizeit geben würde.S. 284, 132f

### Einsatz für irische Musik und Sprache
Ab 1784 war der Musiker und Sammler Edward Bunting dreißig Jahre lang Untermieter bei den McCrackens. McCracken nahm im Juli 1792 an dem von Bunting zugunsten der Belfast Charitable Society veranstalteten Harfenfest teil. 1808 war McCracken zusammen mit der Dichterin Mary Balfour und den Brüdern Samuel und Andrew Bryson Gründungsmitglied der Belfast Harp Society. Während der kurzen Zeit ihres Bestehens bis 1813, als ein zweites Festival veranstaltet wurde, war Bunting der musikalische Leiter und Arthur O’Neill der leitende Harfinist vor Ort. McCracken fungierte als Buntings inoffizielle Sekretärin und leistete 1809 einen anonymen Beitrag zum zweiten Band seines Werks The Ancient Music of Ireland.
Die „Renaissance der irischen Musik“ in Belfast gilt als ein Vorläufer der Irischen Renaissance.S. 84 In der Harfengesellschaft wurden zudem Irischkurse angeboten, und McCracken studierte nachweislich die irische Grammatik von Charles Vallency.S. 22

### Irische Rebellion von 1798
Es gilt als gesichert, dass McCracken das Gelöbnis (Test) der United Irishmen für ein überkonfessionelles geeintes Irland ablegte, wahrscheinlich mit ihren Brüdern William und Francis, aber sicher nicht später als im März 1797. Damals schrieb sie ihrem Bruder Henry, sie hoffe, dass die Templeton-Schwestern bald dem guten Beispiel ihres Schulfreundes, des Botanikers John Templeton, folgen würden, das Gelöbnis abzulegen. McCrackens Biografin Mary McNeill stellt fest, dass es nicht zu McCrackens Charakter gepasst hätte, wenn sie nicht selbst Verantwortung übernommen hätte.S. 126, 129f. McCracken versicherte ihrem Bruder, dass sie vor der Aussicht auf politische Gewalt nicht zurückschrecke und akzeptiere, dass vollständige Einheit Irlands „demand the blood of some of her best Patriots to cement“.S. 304 Sie war auch bereit, die Behörden zu täuschen und Waffen zu verstecken. Ihr einziger Vorbehalt bestand darin, dass sie politische Morde und die Tötung von Informanten ablehnte: „[...] what is morally wrong can never be politically right“.S. 132
Von den Franzosen der Revolution versprach sich wie viele andere Unterstützung.S. 11f. Da die Franzosen nicht landeten, zögerten die Führer von United Irish im Norden, als der Aufruf zu einem landesweiten Aufstand erging. Henry Joy McCracken, der gerade erst nach eineinhalb Jahren Haft aus Kilmainham Gaol entlassen worden war, ergriff die Initiative und übernahm das Kommando in der Grafschaft Antrim. In den folgenden Wochen unterstützte McCracken ihren Bruder und andere Flüchtige mit Geld, Lebensmitteln und Kleidung. Sie organisierte gerade ein Schiff, das ihn nach Amerika bringen sollte, als Henry Joy am 7. Juli 1798 in Carrickfergus erkannt und festgenommen wurde. Nur mit Mühe gelang es ihr, noch am selben Abend ein Gespräch mit ihm zu führen und am nächsten Morgen durch das Fenster seiner Zelle einen Ring von seiner Hand zu nehmen, der außen ein grünes Kleeblatt und innen die Worte „Remember Orr“ trug, einen irischen Märtyrer, der im Jahr zuvor in Carrickfergus gehängt worden war. Zusammen mit ihrem Vater war McCracken am 17. Juli bei Henry Joy McCrackens Kriegsgerichtsprozess in Belfast anwesend und ging am selben Nachmittag mit ihrem Bruder zum Fuß des Galgens, der vor dem Market House in der High Street errichtet worden war. Dort verschmähte er ein letztes Angebot, sein Leben zu verschonen, wenn er im Gegenzug seine Verbündeten verriet.S. 181–191 Vier von ihnen waren in den Wochen zuvor hingerichtet worden, und ihre gepfählten Köpfe waren zu sehen. Sein Leichnam wurde von der Enthauptung verschont. George Nugent, der frühere Lord Lieutenant of Ireland und zu diesem Zeitpunkt Kommandeur der Britischen Armee in Ulster, übergab die Leiche sofort nach der Hängung an Mary Ann McCracken. Sie veranlasste, dass ein Chirurg versuchte, ihren Bruder wiederzubeleben, doch seine Bemühungen blieben erfolglos.S. 184ff.
McCracken schloss einen Brief an Thomas Paliser Russell, in dem sie die Einzelheiten des Todes ihres Bruders schilderte, mit dem Wunsch, „dass die Sache, für die so viele unserer Freunde gekämpft haben und gestorben sind, doch noch erfolgreich sein möge, und dass Du erhalten bleiben mögest, um die Früchte davon zu genießen“.S. 416–22 Fünf Jahre später, im Juli 1803, trafen McCracken und ihre Schwester Margaret Thomas Russell, damals ein Geächteter, in der Hütte eines bei ihnen beschäftigten Webers. Russell war in den Norden gekommen, in der Hoffnung, die Pläne von Robert Emmet und Anne Devlin für einen erneuten Aufstand voranzutreiben. Russell bestätigte später, dass die Schwestern ihm ihre Einschätzung mitteilten, dass kein Interesse an einem weiteren Aufstand bestehe.S. 212ff. Russell scheiterte in der Grafschaft Down dann auch, genauso wie James „Jemmy“ Hope später im County Antrim: Ehemalige United-Männer waren davon überzeugt, dass die Sache aussichtslos war.
Nach seiner Verhaftung half McCracken dabei, Russells Verteidigung zu finanzieren, und dann, nachdem sie vergeblich versucht hatte, seine Freilassung mit Hilfe eines beträchtlichen Schmiergelds (100 Pfund, die durch den Handelsvertreter der McCracken-Schwestern in Dublin vorgestreckt wurden) zu erreichen, mit Mitteln für seine Beerdigung und die Unterstützung seiner mittellosen Schwester in Dublin.S. 252–5 Mit Russell teilte McCracken ihre Besorgnis über die durch den Kontinentalkrieg und die Rezession im Handel verursachte Arbeitslosigkeit und Not.S. 133f. Dies war auch ein Merkmal ihrer Freundschaft mit Jemmy Hope, die bis zu seinem Tod im Jahr 1847 andauerte. Hope, der unter den Gesellen und Webern arbeitete und sie organisierte, betrachtete McCrackens verstorbenen Bruder (nach dem er sein erstes Kind benannte) zusammen mit Russell als einen der wenigen Führer der United Irish, die die wahren Ursachen der sozialen Unruhen und Konflikte verstanden: „[...] the conditions of the labouring class“.

### Frauenbewegung
Wie andere Frauen, die mit der irischen Einheitsbewegung in Verbindung standen (Martha McTier, Jane Greg, Mary Anne Holmes und Margaret King), hatte McCracken Mary Wollstonecrafts A vindication of the rights of woman (1792) gelesen. In einem Schreiben an ihren Bruder in Kilmainham Gaol aus dem Jahr 1797 wiederholte sie Wollstonecrafts Forderung, dass Frauen „ihre gegenwärtige elende und abhängige Situation“ zurückweisen müssten, um sich die Freiheit zu sichern, ohne die sie „weder Tugend noch Glück“ haben könnten. Wenn die Frau als Gefährtin des Mannes geschaffen wurde, müsse sie „ihm natürlich im Verstand ebenbürtig sein; denn ohne Gleichheit des Verstandes kann es keine Freundschaft geben, und ohne Freundschaft kann es kein Glück in der Gesellschaft geben“.S. 126f. Separaten Frauengesellschaften oder -clubs innerhalb der republikanischen Bewegung, die andere Frauen propagierten, stand sie daher skeptisch gegenüber.S. 299
Aus ihrer Korrespondenz geht nicht hervor, dass McCracken später das radikalere Programm für die Gleichberechtigung der Frauen gelesen hat, das seit den späten 1820er Jahren in Irland im Umlauf war. Der unter dem Namen von William Thompson veröffentlichte, aber von ihm als „gemeinsames Eigentum“ mit der irischen Schriftstellerin Anna Wheeler deklarierte Appeal of One-Half the Human Race, Women, against the Pretensions of the Other Half, Men, to retain them in Political and Thence Civil and Domestic Slavery (1825) forderte die vollständige Gleichberechtigung zwischen den Geschlechtern auf der Grundlage von „Arbeit in wechselseitiger Kooperation“, gemeinsamer Bildung und gemeinsamer Erziehung der Kinder.
McCracken fand die Essays von Wollstonecrafts Ehemann William Godwin über Erziehung und Umgangsformen „weniger exzentrisch und mehr im Einklang mit dem gesunden Menschenverstand“ als den Anarchismus seiner viel gelesenen Enquiry Concerning Political Justice.S. 363 Der eher gemäßigte demokratische Geist von McCrackens orthodoxem Presbyterianismus eignete sich nicht für utopische Spekulationen.S. 289

### Wohltäterin
McCracken interessierte sich aktiv für die Lebens- und Arbeitsbedingungen der Armen und widmete sich der praktischen Arbeit. Schon als Kind hatte sie geholfen, Geldmittel zu beschaffen und Kleidung für die Kinder zu besorgen, die im Armenhaus der Belfast Charitable Society untergebracht waren. Um eine breitere Veränderung herbeizuführen, ging es ihr nach 1798 zunehmend auch um die Beeinflussung der öffentlichen Meinung.S. 580 Nachdem das Armenhaus der Charitable Society 1800 aus der militärischen Beschlagnahmung zurückgegeben worden war, taucht McCrackens Name von Zeit zu Zeit in den Protokollen der Society auf, wo sie Vorschläge für das Wohlergehen der Frauen und Kinder macht. Im Anschluss an ein Treffen, das 1827 von der Quäker-Sozialreformerin Elizabeth Fry organisiert wurde, gründete McCracken das „Damenkomitee“ der Belfast Charitable Society, dem sie als Schatzmeisterin, Sekretärin und Vorsitzende diente. Dank der Bemühungen des Komitees und trotz der Einwände der konservativeren Mitglieder der Gesellschaft wurden eine Schule und ein Kindergarten für die Kinder des Armenhauses eingerichtet.S. 254–260
McCracken begnügte sich nicht damit, die Kinder nur zu unterrichten oder sich um sie zu kümmern: Ihr ging es um ihre Bildung im weitesten Sinne. Nichts erzürnte sie mehr als der Gedanke, dass die Insassen des Armenhauses aus Dankbarkeit für die Wohltätigkeit Nachteile oder Demütigungen hinnehmen müssten oder ihnen nicht gestattet wurde, Vorteile aus ihrer eigenen Arbeit zu ziehen. Ausgehend von ihren eigenen Erfahrungen mit David Manson in der play school bestand sie auf hochqualifizierten und besonders fähigen Lehrern, dem Vorlesen aus lohnenswerten Büchern, Belohnungen, Bewegung im Freien und Spielstunden, in denen die Kinder über ihre Zeit frei verfügen konnten.S. 271–75
Auch noch in hohem Alter verwies McCracken in ihrer Korrespondenz auf ihre „out of door avocations“: Die Belfast Ladies' Industrial National School for Girls, deren wöchentliche Versammlung sie nie versäumte und deren Präsidentin sie 1860 im Alter von 90 Jahren wurde;S. 10f. seit 1813 besuchte sie wöchentlich die Lancasterschule der Stadt;S. 581 sie sammelte Gelder für die Society for the Relief of the Destitute Sick, leitete die Belfast Ladies' Clothing Society und verhinderte den Einsatz von Kindern beim Schornsteinfegen. Sie hielt es für besser, „to wear out than rust out“.S. 300f.

### Abolitionistin

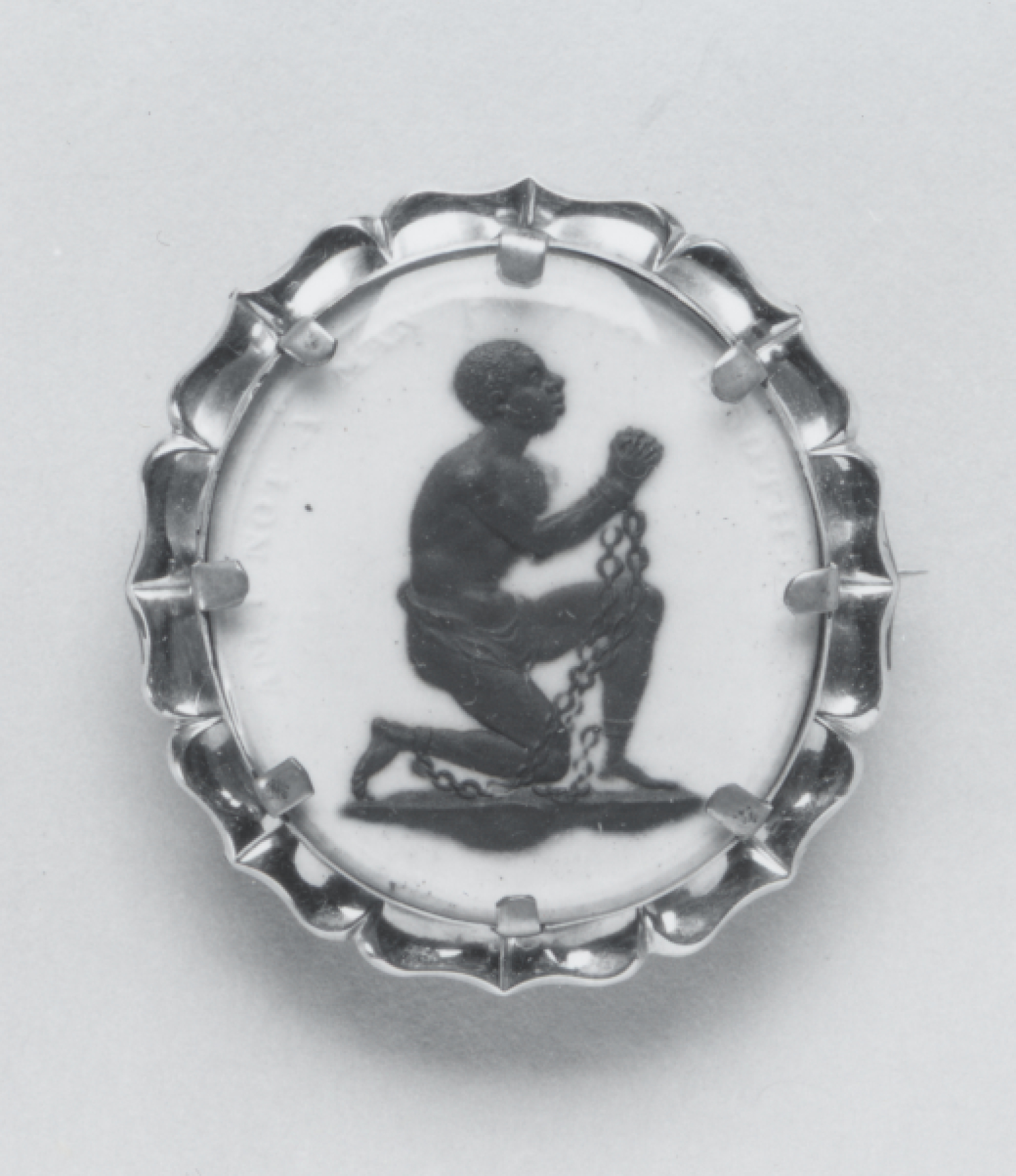
Anti-Slavery Medallion von Josiah Wedgwood & Sons Ltd.

Wie andere Belfaster Händler machte auch McCrackens Vater Geschäft mit der Lieferung von grober Leinenkleidung und gepökelten Vorräten an die Zuckerplantagen der Westindischen Inseln. Als jedoch 1786 vorgeschlagen wurde, Schiffe für den atlantischen Sklavenhandel in Auftrag zu geben, wiegelte Thomas McCabe, ein Freund der McCrackens, die Meinung in der Stadt gegen den Vorschlag auf. Die erfolgreiche Opposition wurde durch den Besuch des berühmten entlaufenen Sklaven und Schriftstellers Olaudah Equiano im Jahr 1791 in Belfast gekrönt.
McCracken, die die berühmte Wedgwood-Brosche trug und Zucker boykottierte, wurde zu einer lebenslangen und aktiven Abolitionistin. Die Argumente zur Verteidigung der afrikanischen Sklaverei, so stellte sie fest, unterschieden sich nicht von denen, die für die häusliche Versklavung von Frauen vorgebracht wurden.S. 126f.
Nach einem Besuch von Frederick Douglass in Belfast half McCracken Ende 1845 bei der Gründung der Ladies Anti-Slavery Association. Die Vereinigung unterhielt eine ständige Korrespondenz mit der abolitionistischen Bewegung in den Vereinigten Staaten und sammelte vor Ort hergestellte Artikel, die verschickt und auf dem Bostoner Anti-Sklaverei-Basar verkauft werden sollten.
Nachdem sie mehr als ein Jahrzehnt lang die treibende Kraft der Vereinigung gewesen war, berichtete McCracken 1859 mit Bedauern, dass es nur noch 16 oder 17 weibliche Sklavereigegnerinnen gab.S. 782 Aber in einem ihrer letzten Briefe an den Historiker Richard Robert Madden konnte McCracken den Moment der Entscheidung festhalten: die Ratifizierung des 13. Zusatzartikels zur Verfassung der Vereinigten Staaten im Dezember 1865.

### Great Famine
McCracken teilte hatte die patriotische Empörung nach dem Act of Union (1801) nicht geteilt. Ihr war anderes wichtig: In einem Schreiben an den Belfast News Letter wandte sie sich an „die Besitzer von Baumwollspinnereien und anderen Fabriken“ und ermahnte sie, für die Gesundheit und Sicherheit ihrer Arbeiter zu sorgen, und sie erinnerte sie an die „ernste Verantwortung“, die sie mit der Beschäftigung von Kindern übernähmen.S. 206f. Als Königin Victoria 1837 den Thron bestieg, war McCracken davon überzeugt, dass sich die Umstände bessern würden. Versprechen, die im Act of Union verweigert wurden, waren in letzter Zeit eingelöst worden, wie die Katholische Emanzipation (1829) und die Parlamentsreform (1832). Auch die endgültige Abschaffung der Sklaverei in den britischen Kolonien (1833) und der Factory Act (1833), die erste Regelung der Kinderarbeit, gehörten dazu. „Die öffentliche Meinung“, so glaubte sie, „entwickelt sich in Richtung gerechterem Denken“, wenn auch, wie sie einräumte, langsam.S. 651
Der Optimismus schwand in der Zeit der Great Famine ab 1844. Von McCracken ist nur wenig aus diesen Jahren der Großen Hungersnot überliefert.S. 292 Sie sammelte für die Belfaster Ladies Association for the Relief of Irish Destitution, eine Initiative der presbyterianischen Kirche, und besuchte die Ladies Industrial School, die sich ebenfalls entschieden gegen den „Souperismus“, die Ausnutzung von Not und Verzweiflung zum Zwecke der Missionierung, wandte.S. 29f
Im Jahr 1849 schlug McCracken wieder einen optimistischeren Ton an. In einem Brief an ihre Nichte in London anlässlich des Besuchs von Königin Victoria in Belfast drückte sie die Hoffnung aus, dass "zwischen den beiden Ländern und unter allen Klassen von Iren bald ein besserer Geist herrschen wird".S. 260 Doch diese Hoffnung hielt nicht lange an. Im Jahr 1851 schrieb sie: „Ich fürchte, dass die Bemühungen der Vereinigten Iren bald zunichte gemacht werden und das orange System der religiösen Zwietracht und des Unfriedens wieder eingeführt wird - es scheint, als würde die Welt zurückgehen, anstatt in gerechten und liberalen Gefühlen voranzukommen.“S. 282
McCracken begleitete die Zeit von Daniel O’Connell mit gemischten Gefühlen. Die politische Mobilisierung der Katholiken fand sie gut, der Kampf für die Aufhebung der Unionsakte ging ihr am Ziel vorbei, weil er liberale Kräfte vertrieb.S. 262, 700f.
Ihr vorrangiges Anliegen blieb das Wohlergehen der arbeitenden Bevölkerung. In deren Namen befürwortete sie eine Politik, „deren Auswirkungen weit über die Dimensionen von Union oder Repeal oder bloßer Philanthropie hinausgehen“ sollten.S. 24 Sie schlug zum Beispiel vor, alle indirekten Steuern (die die Armen unverhältnismäßig stark belasten) durch eine Einkommens- oder Vermögenssteuer zu ersetzen.S. 639–46
Ein solches Wohlfahrtsdenken hatte jedoch nicht zur Folge, dass sie die ein halbes Jahrhundert zuvor getroffene Entscheidung, auf eine demokratische und nationale Regierung in Irland zu drängen, neu überdachte. Zwar hoffte sie, dass die Geschichte der United Irishmen „lehrreich sein würde, um das sichere Übel und das ungewisse Gute des Versuchs einer politischen Veränderung mit Waffengewalt aufzuzeigen“,doch konnte sie Madden versichern: „Ich habe mir nicht ein einziges Mal gewünscht, dass mein geliebter Bruder eine andere Rolle als die, die er gespielt hat, übernommen hätte“.S. 785

### Letzte Jahre

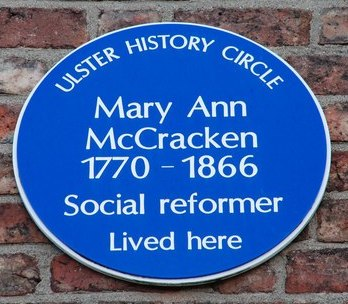
Gedenktafel für Mary-Ann McCracken in der Donegall Street 62 in Belfast

McCracken arbeitete mit Madden an The United Irishmen, their lives and times (1842–1860, 11 Bände) zusammen. Maddens Memoiren über Henry Joy McCracken wurden, wie Madden dankbar anerkannte, von Mary Ann McCracken selbst geschrieben. Doch ihr ging es nicht allein um die Erinnerung an ihren Bruder; sie betrieb umfangreiche Recherchen, um die verworrenen Geschichte der United Irishmen im Detail zu dokumentieren.S. 304
Nach der Hinrichtung ihres Bruders im Jahr 1798 erfuhr McCracken, dass er eine vierjährige uneheliche Tochter, Maria, hatte, für die er zu seiner großen Verzweiflung nicht hatte sorgen können. McCracken nahm Maria bei sich auf und beschloss, ihre Nichte als „only affectionate daughter“ aufzuziehen. Nichts in ihrer Korrespondenz deutet darauf hin, dass McCracken für sich selbst die Aussicht auf eine Ehe und eine Familie in Betracht gezogen hätte.
Auch McCrackens Schwester Margaret blieb ledig. Zusammen mit ihrer Nichte Maria lebten sie im Haus ihres Bruders Francis in der Donegall Street 62 (hier hat der Ulster History Circle eine blaue Gedenktafel angebracht). Maria nahm ihre kränkelnde Tante später in ihr Elternhaus auf, wo sie 1866 im Alter von 96 Jahren starb. Mary Ann McCracken ist in Grab Nummer 35 auf dem Clifton Street Cemetery in Belfast begraben, einem Friedhof, auf dem später auch die sterblichen Überreste ihrer Nichte und schließlich (1909) die ihres hingerichteten Bruders beigesetzt wurden.

## Nachleben
Im Januar 2021 richtete die Belfast Charitable Society die Mary Ann McCracken Foundation in Anerkennung ihrer Arbeit als soziale Aktivistin ein. Die Stiftung hat zwei Hauptziele: „Die Aufklärung der Öffentlichkeit über das Leben und das Werk von Mary Ann McCracken als führende Sozialreformerin und Philanthropin zu fördern“ und „im Geiste des Vermächtnisses und der Arbeit von Mary Ann McCracken die Bildung voranzubringen, Armut zu verhindern oder zu lindern, die Menschenrechte voranzubringen und die Gleichberechtigung zu fördern“.
Im Mai 2021 beschloss der Stadtrat von Belfast, eine Statue von Mary Ann McCracken auf dem Gelände des Rathauses von Belfast zu errichten. Stadtrat Michael Long (Alliance) sagte zur Antragstellung:

„Mary Ann McCracken is a perfect example of the need to showcase the diverse nature of Belfast and how not everyone can be placed into a simple descriptive box. She was a Presbyterian but also an Irish republican who loved traditional Irish music. A campaigner for women being able to vote, she also was a successful business person at a time when females often didn't have those opportunities.“

„Mary Ann McCracken ist ein perfektes Beispiel für die Notwendigkeit, die Vielfältigkeit von Belfast zu zeigen, und dafür, dass nicht jeder in eine einfache beschreibende Schublade gesteckt werden kann. Sie war Presbyterianerin, aber auch eine irische Republikanerin, die traditionelle irische Musik liebte. Sie setzte sich für das Frauenwahlrecht ein und war eine erfolgreiche Geschäftsfrau in einer Zeit, in der Frauen diese Möglichkeiten oft nicht hatten.“